# Yutaka Takahashi
Yutaka Takahashi (Tokio, 29 september 1980) is een Japans voetballer.

## Carrière
Yutaka Takahashi speelde tussen 1999 en 2008 voor Sanfrecce Hiroshima, Omiya Ardija, JEF United Ichihara Chiba en Roasso Kumamoto. Hij tekende in 2009 bij Avispa Fukuoka.